# 全国盲学校長会
全国盲学校長会（ぜんこくもうがっこうちょうかい）は、東京都に本部を置く盲学校の校長、教育機関の代表者等の団体である。盲人教育に関する調査研究、振興を目的とする。